# Augsburgi

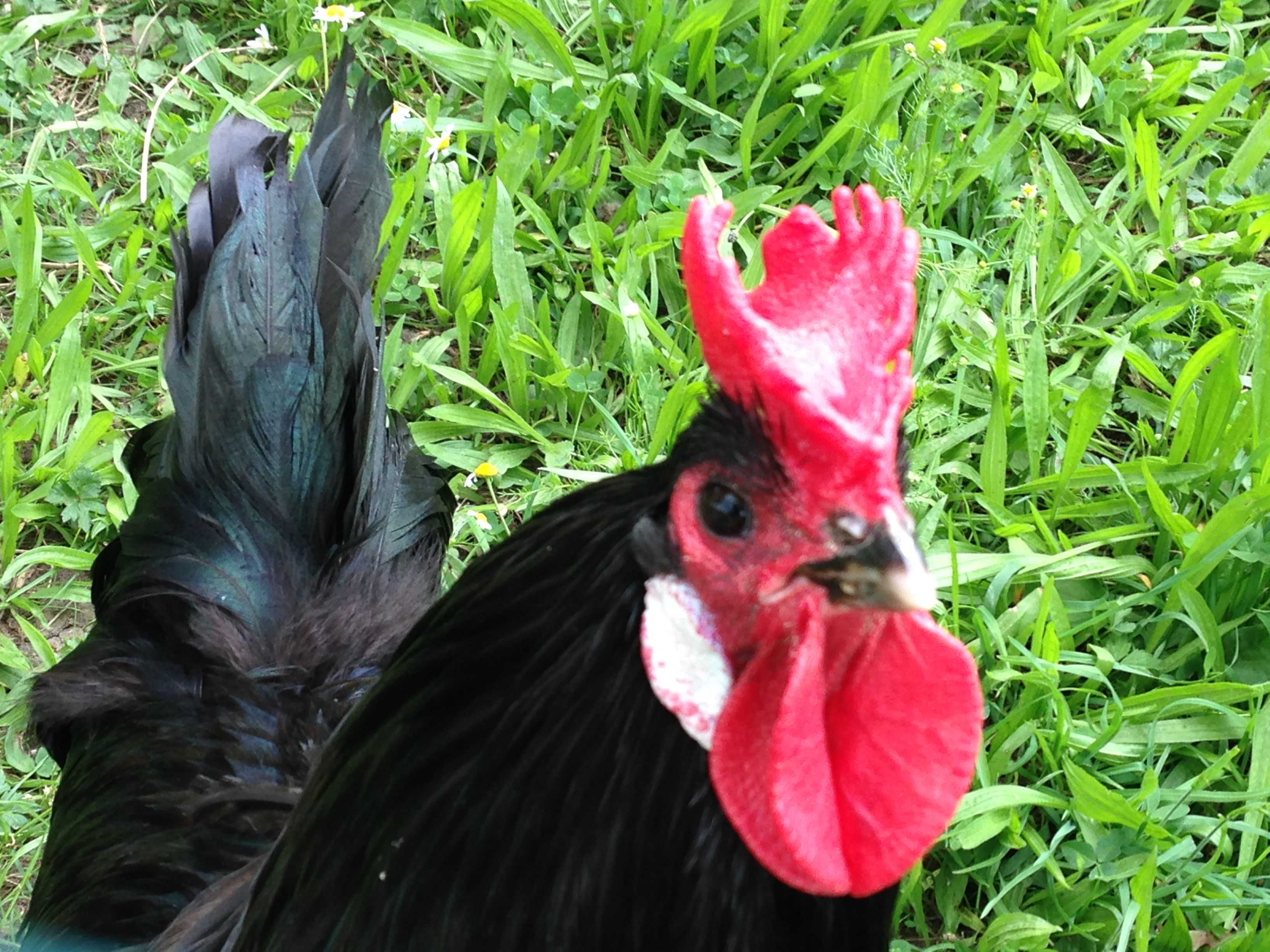
Augsburgi kakas

Az augsburgi egy tyúkfajta amely 1880 körül Augsburgban és a Fekete-erdő környékén lett kitenyésztve.

## Fajtatörténet
Európában terjedt el, különösen Németországban gyakori. La Flèche és feketecsüdű Lamotta fajtákból tenyésztették ki 1870-ben.

## Genetika
Nagy gondot okoz és nehezíti a tenyésztését az a tény, hogy a jellegzetes korona vagy csészetaraj csak részben öröklődik tovább. Vagyis az utódok közül 25% szarvtaraj típust fog örökölni, 25%-ban egyszerű tarajt és 50%-ban lesz csupán a fajtára jellemző tarajtípus jelen. De ezekből még tovább kell szelektálni, hiszen nem minden fajtára jellegzetes tarajtípust örökölt egyed lesz alkalmas továbbtenyésztésre és kiállításra. Több egyed taraja túl magasra ívelőek lesznek vagy oldalra esnek. Ezeken nem célszerű tovább tenyészteni.

## Fajtabélyegek, színváltozatok
Teste középsúlyú, erős felépítésű, tartása kissé hetyke, kihúzott, katonás. Háta széles, eléggé hosszú a testhez képest, hátrafelé enyhén csökkenő esésű. Farktollak hosszúak, bő tollazattal, legyezőszerű. Szárnyát kissé lógatva tartja. Fej közepes méretű, aránylag eléggé széles. Arca piros, csak egy kicsit szőrözött. Szemek sötétbarnák. A taraja csőrnél kezdődik, a harmadik recénél szétválik és egy duplatarajt képez. Füllebenyek hosszúkásak, fehérek. Nyak közepesen hosszú, enyhén hátra tartott. Csüd erős, fekete, palakék.   
Színváltozatok: Fekete és kék.

## Tulajdonságok
A koronataraj nagyon tipikus erre a középsúlyú fajtára. Nem könnyű a fajta tenyésztése, mivel az előbbi jellegzetessége nem konstans módon öröklődő. A fajta nagy területigényű és jó táplálékkereső. 
| Általános tulajdonságok: | Általános tulajdonságok:          |
| ------------------------ | --------------------------------- |
| Súlya                    | kakas 2,3 - 3 kg, tojó 2 - 2,5 kg |
| Gyűrűmérete              | kakas 18, tojó 16                 |
| Tenyésztojás tömege      | 58 g                              |
| Tojáshéj színe           | fehér                             |
| Éves tojáshozama         | 180 db                            |